# Młynik (województwo warmińsko-mazurskie)
Młynik (niem. Lasken) – wieś w Polsce położona w województwie warmińsko-mazurskim, w powiecie mrągowskim, w gminie Sorkwity.
W latach 1975–1998 miejscowość administracyjnie należała do województwa olsztyńskiego.
Leży nad Jeziorem Gielądzkim.